# كويا أوكادا
كويا أوكادا (باليابانية: 奥田 晃也) (1 أكتوبر 1994 في واكاياما في اليابان – )؛ هو لاعب كرة قدم كان يلعب كلاعب وسط.

## وصلات خارجية
- كويا أوكادا على موقع رابطة كرة القدم اليابانية للمحترفين (اليابانية)
- كويا أوكادا على موقع قاعدة بيانات كرة القدم.إي يو (الإنجليزية)
- كويا أوكادا على موقع Soccerway.com (الإنجليزية)
- كويا أوكادا على موقع عالم كرة القدم.نت (الإنجليزية)